# Голосницкий, Кирилл Кириллович
Кирилл Кириллович Голосницкий (род. 30 мая 1994, Зеленоград) — российский регбист, играющий на позиции центрального трехчетвертного (12-13 номер) в клубе «Динамо» (Москва) и сборной России.

## Биография
Родился в Зеленограде. Стал заниматься регби в возрасте 8 лет, первый тренер — Максим Викторович Скворцов. Уже в 16-17 лет стал привлекаться к основной команде «Зеленограда».

### Клубная карьера
В 2014 году выиграл Высшую лигу (второй по силе дивизион). В профессиональном регби дебютировал в сезоне 2015 года, когда «Зеленоград» получил право выступать в Чемпионате России, и занял с командой 7-е место среди 12 клубов. Своей игрой привлек внимание «Красного Яра», однако первоначально ответил отказом на переход, мотивировав свое решение желанием доиграть сезон в «Зеленограде». В конце сезона, вместе с еще рядом игроков (Валерием Морозовым, Патрисом Пеки), дал свое согласие на переход и подписал контракт на два года.
В новом клубе дебютировал в матче за Суперкубок России против «Славы», сходу завоевав трофей. В сезонах 2016, 2017 и 2018 годов становился обладателем серебряных медалей премьер-лиги, при этом являясь твердым игроком основного состава. В начале 2017 года поучаствовал в матчах квалификации Европейского кубка вызова против «Тимишоары».
В конце 2019 года перешёл в подмосковный клуб «ВВА-Подмосковье». Летом 2022 года перешёл в «Динамо» (Москва).

### Карьера в сборной
На юношеском уровне выступал в регби-7. В 2013 году стал серебряным призером Чемпионата Европы по регби-7 (U-19). В дальнейшем выступал за взрослую сборную по регби-7. За сборную по регби-15 дебютировал 25 июня 2016 года в матче против США. Первую попытку положил в 2019 году в матче против Уругвая. Попал в окончательную заявку на Кубок мира 2019 года.
20 сентября 2019 года занёс первую попытку на чемпионате мира в Японии в матче открытия против хозяев, которая стала самой быстрой в истории матчей открытия чемпионатов мира.

## Достижения
- Чемпионат России:
  -  Серебряный призёр чемпионата России: 2016, 2017, 2018, 2019, 2022
- Кубок России: 2021
- Суперкубок России: 2016

## Личная жизнь
Женат на Юлии Синёвой.

## Фотогалерея игрока

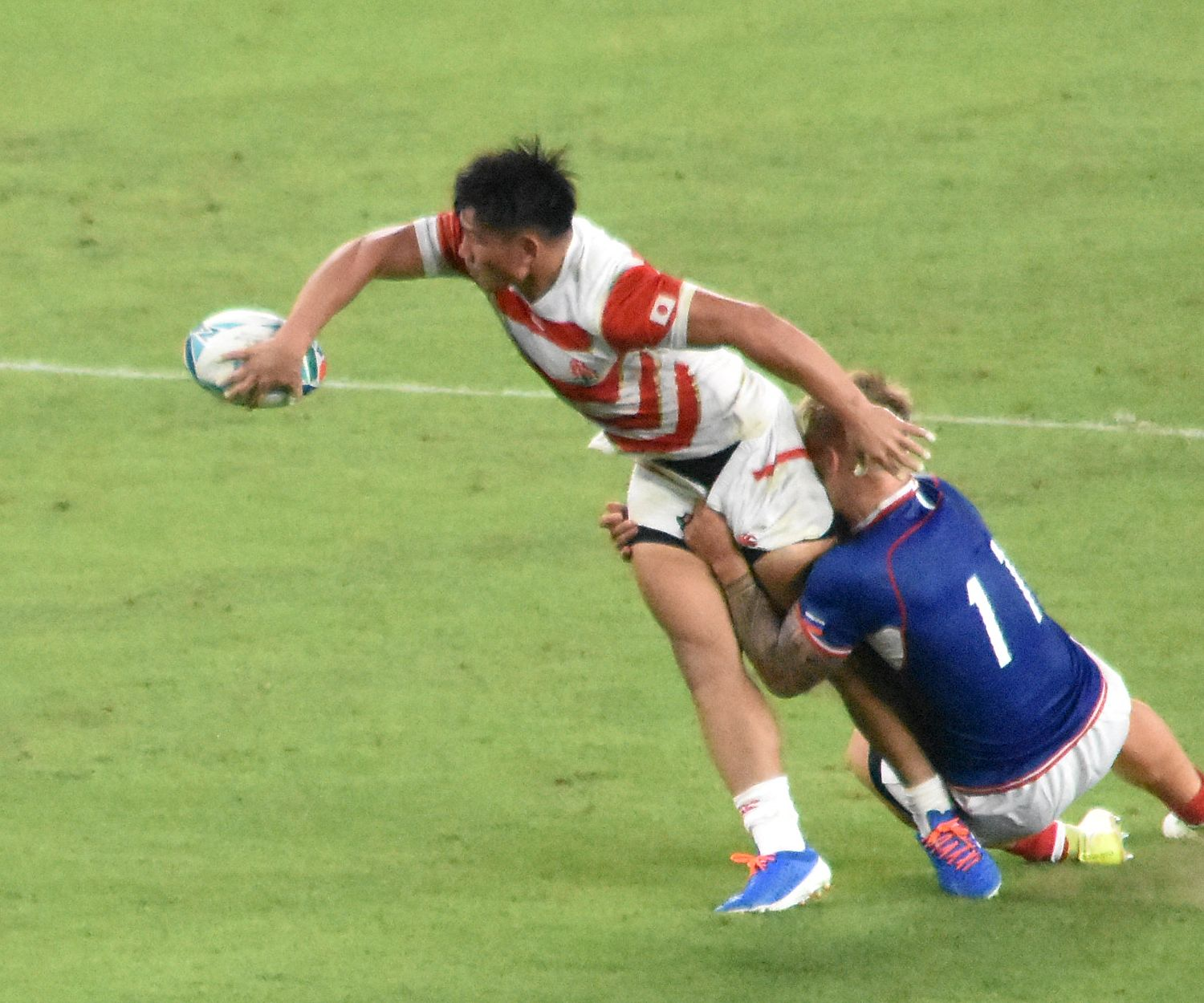
Кирилл Голосницкий (номер 11) в борьбе против Рёто Накамура на чемпионате мира 2019
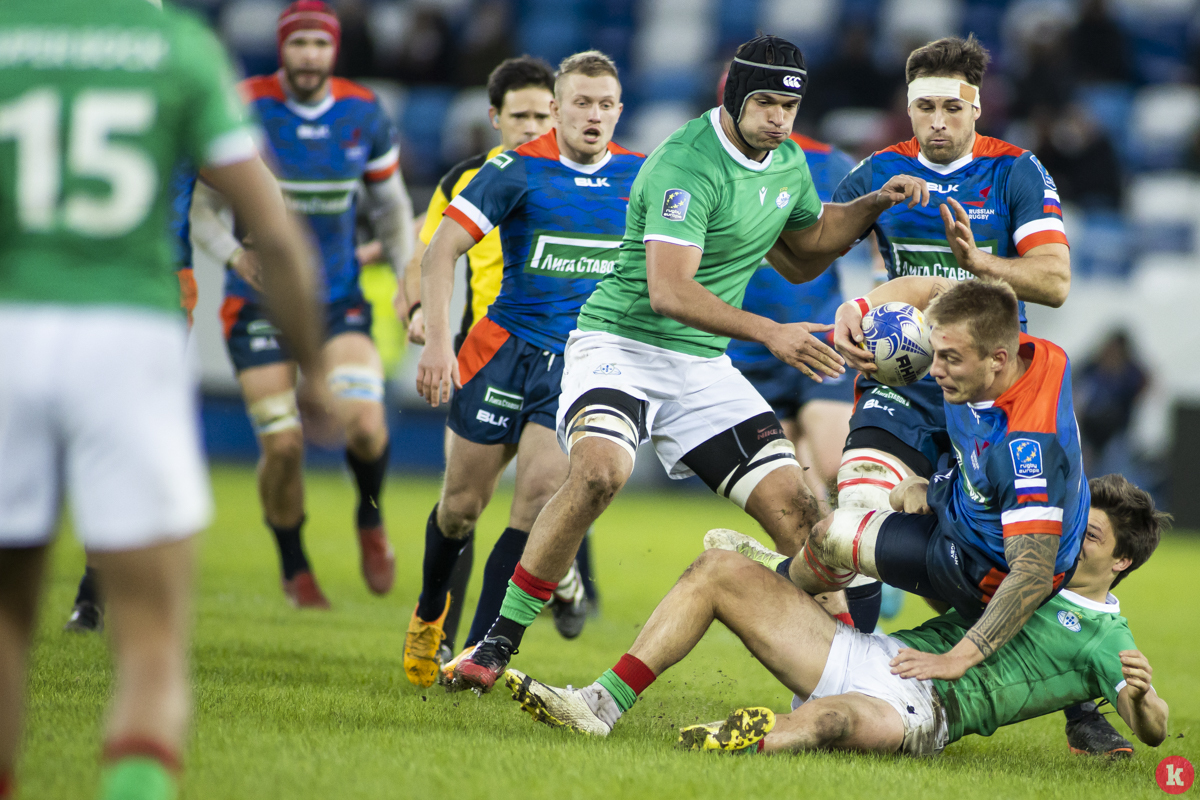
Голосницкий с мячом в матче против Португалии в феврале 2020 года
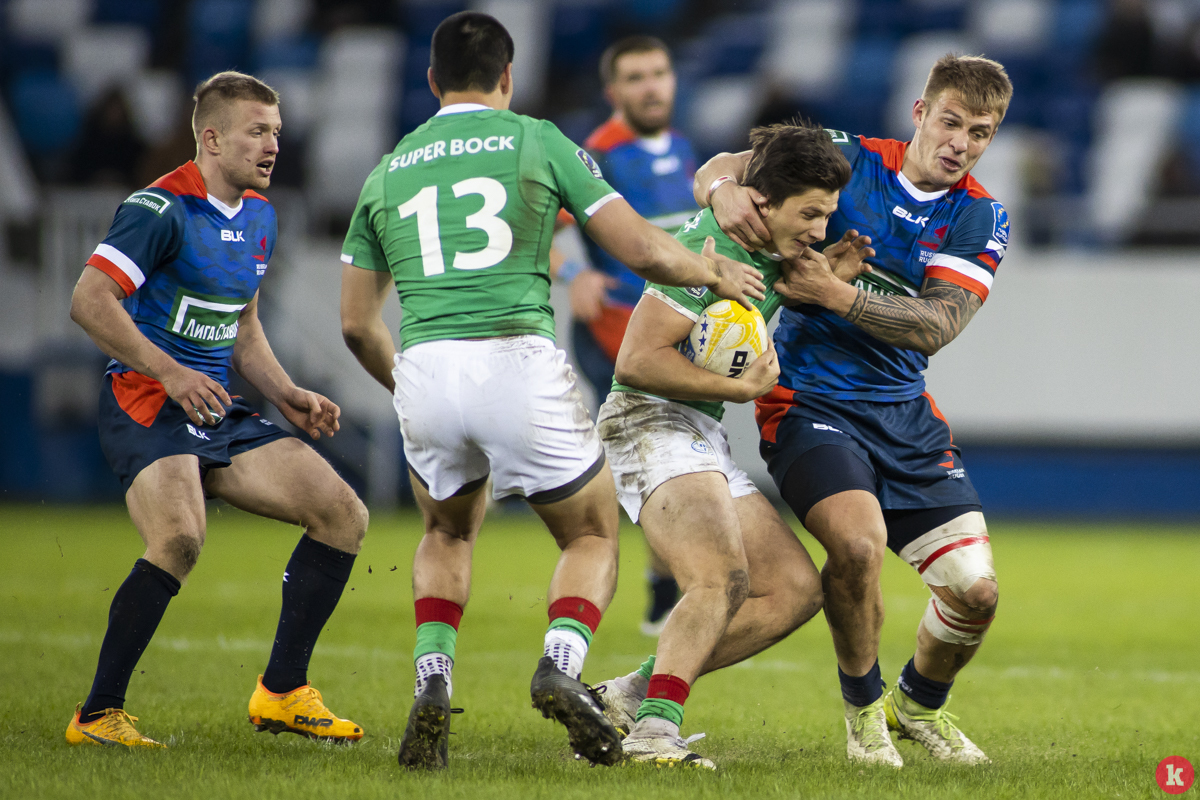
Голосницкий захватывает соперника в матче против Португалии в феврале 2020 года